# (11720) Horodyskyj
(11720) Horodyskyj (1998 HZ99) – planetoida z pasa głównego asteroid okrążająca Słońce w ciągu 4,1 lat w średniej odległości 2,56 j.a. Odkryta 21 kwietnia 1998 roku.